# Jean-Claude Servais

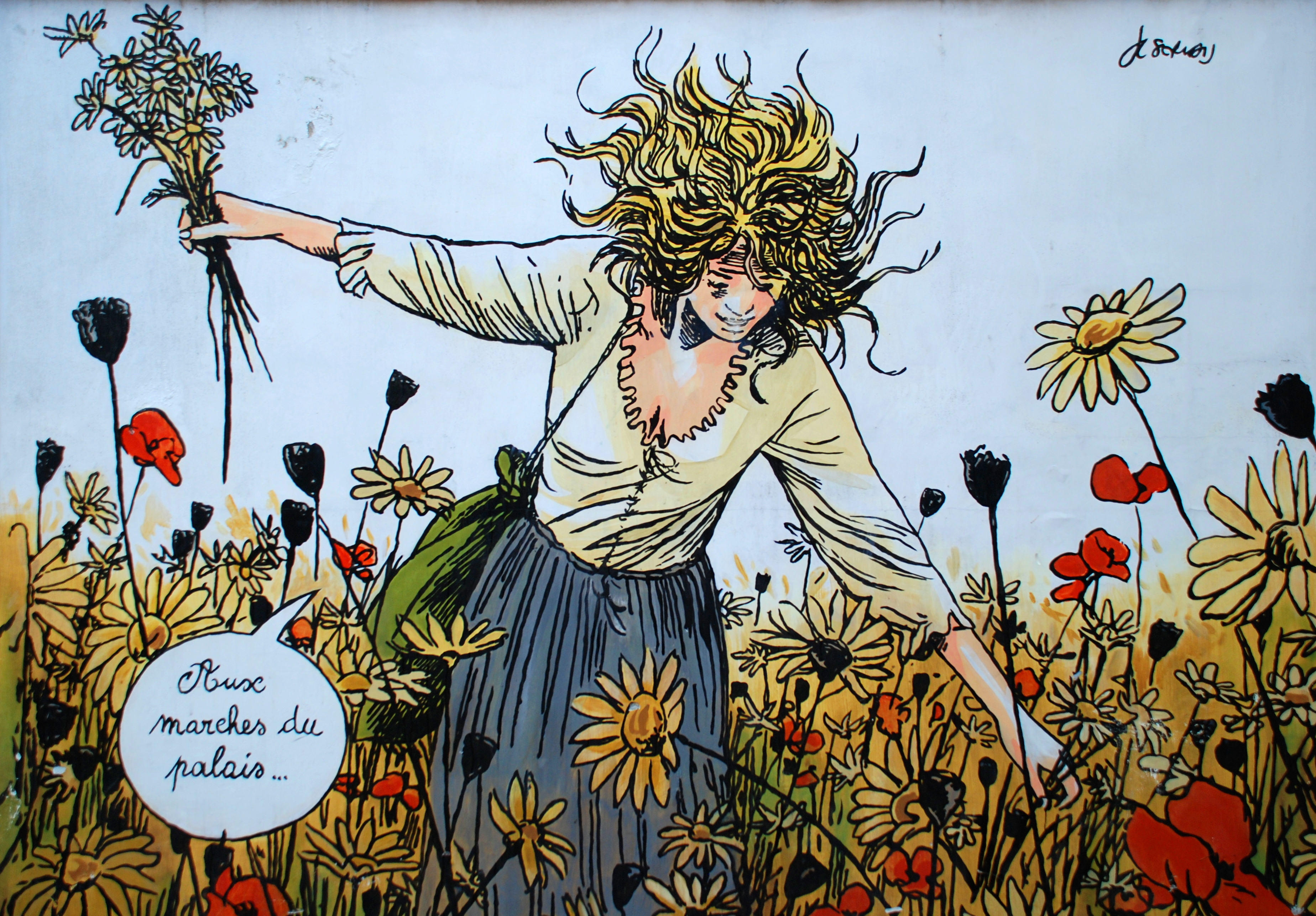
Bosliefje in Louvain-la-Neuve.

Jean-Claude Servais (Luik, 22 september 1956) is een Belgisch auteur (scenario en tekeningen) van stripverhalen.

## Biografie
Jean-Claude Servais, geboren te Luik op 22 september 1956 in een familie afkomstig uit de Gaume, studeerde van 1974 tot 1976 grafische kunsten aan het Institut St. Luc in zijn geboortestad. Vanaf 1975 publiceerde hij onder het pseudoniem Jicé zijn eerste tekeningen in de rubriek "carte blanche" van het stripblad Spirou. Deze werden gevolgd door drie afleveringen van Ronny Jackson, naar scenarios van Jean-Marie Brouyère. In 1977 werkte hij nog steeds voor Spirou aan twee Verhalen van oom Wim (ditmaal onder de naam Gil Verse en naar scenario's van Octave Joly); deze verhalen worden echter niet gepubliceerd. Nog hetzelfde jaar begon Jean-Claude Servais te werken voor het stripblad Kuifje. Hij tekende er een serie van authentieke historische verhalen naar scenario's van Michel de Bom en Yves Duval. Vooraleer hij in 1978 zijn militaire dienstplicht vervulde te Stockem, tekende hij nog enkele pagina's voor het fanzine Oufti.
In 1980 startte hij een serie verhalen rond het thema van magie en hekserij die in 1982 hernomen werden in het album De Toverkol (La Tchalette), uitgegeven bij Lombard. Voor het stripblad Kuifje tekende hij in 1983 de serie Isabelle. In die periode ondertekende hij het Manifeste pour la culture Wallonne.
Eind jaren zeventig ontmoet hij Gérard Dewamme. Samen creëerden zij de serie Bosliefje die vanaf 1979 verscheen in het maandblad Wordt Vervolgd en als albums bij Casterman. Vanaf album nummer 5 nam Servais ook het scenario van deze serie voor zijn rekening.
Servais tekent op realistische wijze, aanvankelijk met tekenpen en inkt. Door de verbeterde druktechnieken is hij daarna overgeschakeld op potloodtekeningen en dit op groter formaat. Hij geeft in zijn verhalen een belangrijke plaats aan de natuur van zijn regio, de Gaume, waar hij woont in het huis van zijn overgrootmoeder. Verhalend en qua locatie en setting heeft zijn werk veel verwantschap met het werk van Didier Comès.

### Over Servais
- J.C. Servais, uitgeverij Saga, 2006

## Onderscheidingen
- Officier du Mérite wallon (2018)[2]

- Bibliothèque nationale de France: cb11924522x (data)
- Gemeinsame Normdatei: 110555678
- International Standard Name Identifier: 0000 0001 2022 195X
- Library of Congress Control Number: n82249941
- Nationale Bibliotheek van Israël: 987007405935505171
- Nederlandse Thesaurus van Auteursnamen: 068946805
- Système universitaire de documentation: 027133494
- Virtual International Authority File: 22148753
- WorldCat: E39PBJmMXWfRmD7Jcf3C3wKcfq